# ボクシングバレー
『ボクシングバレー』（БоксБалет）は、アントン・ディアコフ監督による2021年のロシアの短編アニメ映画である。

## あらすじ
バレリーナがボクサーと恋に落ちる。

## 評価
第94回アカデミー賞短編アニメ賞にノミネートされた。